# يان مولبي
يان مولبي (بالدنماركية: Jan Mølby)‏، من مواليد 4 يوليو 1963، لاعب كرة قدم دنماركي سابق، ومدرب كرة قدم دنماركي.
لعب مع منتخب الدنمارك لكرة القدم.

## روابط خارجية
- يان مولبي على موقع الاتحاد الدولي (مؤرشف)  (الإنجليزية)
- يان مولبي على موقع الاتحاد الأوربي (الإنجليزية)
- يان مولبي على موقع قاعدة بيانات كرة القدم.إي يو (الإنجليزية)
- يان مولبي على موقع بيانات كرة القدم. دي إي (الألمانية)
- يان مولبي على موقع ناشيونال فوتبول تيمز (الإنجليزية)
- يان مولبي على موقع Soccerbase.com (لاعب) (الإنجليزية)
- يان مولبي على موقع Soccerbase.com (مدرب) (الإنجليزية)
- يان مولبي على موقع عالم كرة القدم.نت (الإنجليزية)